# 小鹿斑比
《小鹿斑比》（香港首映又譯「小野鹿」，馬來亞首映中譯「火燒鹿國」，天津首映時譯「火燒麋鹿宮」）是一部由華特·迪士尼製作，並於1942年首次上映的長篇動畫電影。它的故事是改編自奧地利作家菲利斯·沙頓于1923年所作的同名小說。這部電影是由雷电华电影於1942年8月13日發行上映的，是第5部華特迪士尼經典動畫長片。
這部電影中主要的角色有白尾鹿斑比（Bambi）、牠的父親森林之王（Great Prince of the Forest）以及牠的母親（電影中並沒有提到牠的名字）、斑比的朋友兔子桑普（Thumper）、臭鼬花兒（Flower）以及斑比未來的配偶芬妮(Faline)。迪士尼在製作這部電影時，曾將斑比的種類由原著中的西方狍改為白尾鹿，因為西方狍這個物種從那時開始就不生活在美國本土了，同時也是因為白尾鹿這個物種較為美國人所熟悉。這部電影曾被提名三項奧斯卡金像獎，分別是最佳原創歌曲「Love Is a Song」、最佳混音以及最佳原創音樂獎。
2008年6月，美國電影學會在訪問了約1500位相關人員後，發表了一個「百年各類型電影十大佳片」列表，它是從十項美國傳統電影風格中各取出十個最佳電影的統計。《小鹿斑比》則在「動畫電影」類別中得到了第三名。

## 劇情
在一個樹洞中，貓頭鷹朋友（Friend Owl）在樹洞上休息，一隻叫做桑普(Thumper)的小兔子告訴牠有關森林之王(Great Prince of the Forest)的孩子出生的消息，與此同時一隻母鹿生下一隻小鹿，並給牠取名為斑比(Bambi)。在斑比學會如何走路之後就跟做桑普成為朋友。正當斑比在學習如何說話時，牠遇見一隻名叫花兒(Flower)的小臭鼬。
某天，斑比的母親帶著牠來到鹿群覓食的大草原，斑比就在那裡遇見牠的父親森林之王(Great Prince of the Forest)以及一隻年齡和牠相仿的小母鹿芬妮(Faline)。斑比也在大草原上第一次接觸到正在打獵的人類，使得草原上所有的動物都被嚇跑。斑比在混亂中與牠的母親走散，幸好由斑比的父親森林之王帶牠找到牠的母親後一起逃進森林的深處。經過這件事後，斑比知道如果要保住性命的話就要遠離打獵的人類。
在一個凜冽的冬天裡，斑比跟桑普在雪地玩耍，牠們發現花兒正在樹洞中冬眠，冬天的氣候使動物們不得不冬眠，斑比和牠的媽媽與其他的鹿群在茫茫的雪中挖些樹皮來吃度過漫長的冬天，不過斑比和牠的母親在一起的生活無法持續下去，某天清晨牠們一起到達被冰雪覆蓋的大草原上找到一些新發芽的綠草，新發芽的綠草也就代表代表春天的即將來臨。正當牠們在吃著草的時候，斑比的母親感覺到有一群獵人正在接近並叫斑比趕快跑回森林中。當牠們正在逃跑時槍聲不斷，直到斑比跑回樹洞時才發現牠的媽媽並沒有跟著牠一起跑回來。於是斑比就徘徊在森林中呼叫著牠的母親卻沒有得到任何回應。正當斑比正快哭泣時，森林之王正好出現並告訴班比「你的母親以後不能陪伴你」，斑比這才知道牠的母親再也無法回到自己的身邊後感到很傷心，然后就跟著牠的父親森林之王走入森林的深處。
大地回春，長出鹿角的斑比和桑普以及花兒三人又相遇。由於正值求偶的季節森林裡面的動物們都開始在各自尋找配偶。雖然斑比牠們三人都下定決心要維持單身行為，但不久以後桑普和花兒都各自遇見心儀的對象並開始談戀愛。斑比到達河邊以後就碰到已經長大的芬妮也因此情不自禁的墜入愛河。後來牠遇到另一隻雄鹿阿諾(Ronno)，雖然芬妮與斑比想要離開阿諾，但是阿諾卻強行隔開斑比想要強迫芬妮和自己在一起。當芬妮向斑比求救促使牠和阿諾起些爭執與打鬥，雖然斑比在打鬥時處於劣勢，不過後來藉由憤怒的力量成功的打敗阿諾並把牠推落到懸崖下的河流中，此後如願和芬妮熱戀。
那天晚上，斑比被外頭人類營區傳來的煙味給驚醒。斑比的父親森林之王告訴牠這次有許多獵人進入森林，動物們必須趕緊離開。斑比不顧牠父親的命令而決定前去尋找芬妮帶牠一起離開。此時芬妮發現斑比不見於是找牠時正被一群獵狗給追殺不放避到山丘下方，而斑比也及時趕到對著那群獵狗衝上去藉以引開牠們的注意力好讓芬妮能夠逃走。斑比爬到山丘上使掉落的石塊壓制住獵狗的追逐。之後斑比就也趕緊趁著機會跟著逃跑躍過一個河谷的時候獵人的一槍將牠射倒在地。中彈的斑比後來在牠的父親森林之王的鼓勵之下爬起來繼續離開森林。後來牠們一起逃離獵人們所造成的森林大火跑到一個湖上的小島。所有的動物們包括芬妮都安全的到達那裡避難。斑比看見芬妮安然無恙的走出來感到很放心。
不久之後，花兒與桑普各自擁有自己的小孩，芬妮也在樹洞下生下兩隻小鹿，而斑比和牠父親正站在遠處的一個山丘上看著牠們。森林之王最後就轉個身無聲無息的離開，留下斑比在山丘上，斑比在所有動物們的期待成為新的森林之王，故事結束。

## 配音員
| 配音                                                                                    | 配音   | 配音                        | 角色                                           |
| 美國                                                                                    | 台灣   | 大陸                        | 角色                                           |
| --------------------------------------------------------------------------------------- | ------ | --------------------------- | ---------------------------------------------- |
| 巴比·史都華特（嬰兒） 多尼·杜那甘（幼年） 哈迪·奧爾佈賴特（少年） 約翰·蘇特蘭德（成年） | 呂佩玉 | 王跳跳（幼年） 金鋒（成年） | 斑比 (Bambi)                                   |
| 彼德·本（幼年） 提姆·大維斯（少年） 山姆·愛德華茲（成年）                               |        | 關碩（幼年） 富大龙（少年） | 桑普 (Thumper）                                |
| 史丹·亞歷山大（幼年） 提姆·大維斯（少年） 史特林·霍洛維（成年）                         | 官志宏 | 陸鷺（幼年） 陳創（少年）   | 花兒 (Flower）                                 |
| 卡蜜·金（幼年） 安·吉利斯（成年）                                                       | 陳惠卿 | 陸竹（幼年） 阎萌萌（成年） | 芬妮（Faline）                                 |
| 寶拉·溫斯洛沃                                                                           | 陳惠卿 | 陸菁                        | 斑比的媽媽（Bambi's Mother）                   |
| 寶拉·溫斯洛沃                                                                           |        |                             | 雉鳥（The Pheasant）                           |
| 威爾·懷特                                                                               | 官志宏 | 党同义                      | 貓頭鷹朋友（Friend Owl）                       |
| 弗萊德·薛德                                                                             | 官志宏 | 任亚明                      | 森林之王（Great Prince of the Forest）         |
| 瑪格麗特·李                                                                             |        |                             | 兔子太太（Mrs. Rabbit）                        |
| 瑪麗·蘭辛                                                                               |        |                             | 愛娜阿姨和負鼠太太（Aunt Ena and Mrs. Possum） |
| 皮斯·皮爾斯                                                                             |        |                             | 土撥鼠先生（Mr. Mole）                         |

## 製作
西尼·法蘭克林(Sidney Franklin)，一位米高梅公司的導演兼製片家，於1933年向小說《小鹿斑比》(Bambi, A Life in the Woods)的奥地利原作者菲利斯·沙頓(Felix Salten)買下了製作電影的版權，希望能夠以這本小說的故事為基礎，製作一部電影。不過後來，他發現製作這部電影的難度太高，於是就於1937年4月將這部電影的版權賣給了華特·迪士尼。迪士尼立刻就開始著手於這部電影的構想以及製作，並希望它能夠作為他們公司繼《白雪公主》以來的第二部長篇動畫片，同時也是第一部劇情是取材自現代文學作品的電影。但是，小說原著原本是適合成年人的讀者閱讀的，其內容對於迪士尼所吸引的兒童觀眾年齡層來說太過於「嚴肅」和「憂鬱」了。由於製作這部電影的工程較為繁雜，因此迪士尼就將這部電影的製作計畫暫停，而先著手於其它幾部電影。直到1938年，迪士尼才指派波斯·皮爾斯(Perce Pearce)以及卡爾·佛柏格(Carl Fallberg)來製作這部電影的分鏡，不過其專注力很快地又被製片廠決定製作的電影《幻想曲》給吸引走了。最後，迪士尼終於在1939年8月17日開始正式製作這部電影，雖然當時製片廠中人事、位置以及處理動畫方法的更動使得製作的進度落後了許多。劇本的構想於1940年7月正式完成，而直到那個時候，這部電影的製作經費已經高達了85.8萬美元。
迪士尼想要在這部電影的動畫中表現出更生動的細節，於是就請了動物畫家里可·李布朗(Rico LeBrun)來製片廠幫公司內的動畫家作指導，教導他們如何畫出動物們的構造以及活動方式，而動畫家們也去實際參訪了洛杉磯的動物園。迪士尼後來也從現今的緬因州貝克斯特州立公園(Baxter State Park)園區運回了兩隻小鹿(分別取名為斑比和費琳)到製片廠中，以讓動畫家能夠隨時觀察小鹿的動作方便作畫。那些小鹿的來源，也就是美國東部，則是製作團隊決定將原作中的西方狍鹿種改為白尾鹿的主要原因。同時，製片廠中也開發了一座小型的動物園，好讓動畫家能夠隨時近距離的觀察兔子、鴨子、貓頭鷹、臭鼬等動物。
這部電影的背景畫面主要是參考美國東部森林地的景觀描繪而成的；迪士尼一位早期的動畫家莫里士·傑克·戴(Maurice Jake Day)曾親赴佛蒙特州以及緬因州的林地進行長達數個星期的實地考察，在那裏嘗試對鹿群以及森林週遭的景物繪製素描，以及拍照記錄。而在這部電影中，製片廠亦有使用「多平面相機技術」(multiplane camera)來增加背景畫面的逼真性。
雖然這整部電影中都沒有人類出現，但是有一段場景是使用到真人的鏡頭來模仿作畫的。為了製作那段斑比和桑普兩人走在結凍的池塘上的場景，製片廠請了珍·藍道夫(Jane Randolph)以及花式溜冰明星唐娜·亞特伍德(Donna Atwood)來演出，拍攝一段實際場景後做為作畫時的參考。
迪士尼當時為了要增加這部電影的逼真性，導致其製作的速度大幅減慢。一般的動畫家對於繪製自然界中的動物不太熟悉，而專業的動畫家每天也只能夠繪製八張左右的畫。這使得這部電影的製作速度和以往製作的電影相較起來差了大約二十倍之多，也就是說，這相當於「每不到一秒鐘」以及「每十三秒鐘」的時間就能夠製作出一部電影的差距。由於當時第二次世界大戰在歐洲已經緩緩的浮現，迪士尼製作到最後時被迫刪減掉電影中長達12分鐘的片段，以將製作的經費和損失減少到最低。
雖然《小鹿斑比》在剛發行的時候是屬於虧損的，但是在製作這部電影的過程中，動畫家們學到了很多他們能夠在將來的電影中運用的技術，同時也在使用多平面相機的過程中學到了許多技巧。另外，製片廠中負責調配顏料的實驗室也在製作過程中研發出了近百種在未來製作的電影中使用到的新顏色。

## 發行
《小鹿斑比》是於第二次世界大戰的期間，1942年在電影院中上映的，成為了迪士尼的第五部長篇動畫片。而這部電影出名的原因在於它特殊的背景藝術：它的背景畫作大多數為黃齊耀所監督製作，他是迪士尼早期的畫家之一，背景的畫風著重色彩和光影表現。《小鹿斑比》之後也分別在1947年、1957年、1966年、1975年、1982年以及1988年時再次於戲院中上映，並於1989年發行經典版本以及1997年發行典藏版本的VHS。之後，又於2005年3月1日發行了經數位修復過後的DVD白金版本。另外，其中的典藏版本是第一部華特迪士尼通過THX標準認證的電影。

## 評價
《小鹿斑比》在首次上映時在票房的表現不佳，導致了不少經濟上的損失，不過它卻在1947年的第二次上映時收回了成本。另外，雖然這部片所獲得的評價頗高，但是鑑於它發行的時間剛好是第二次世界大戰時期，故仍然降低了不少的票房收入。迪士尼也因此無法將這部電影推銷到大部分正處激烈戰局的歐洲國家，而那些國家卻又是迪士尼收入的重要來源。
另外一個降低票房收入的主要原因，就是電影中過於真實的動畫以及劇情中動物們一起對抗那些被賦予了惡魔形象的人類一事。美國當地的獵人曾評論道這部電影是「一個對於美國運動員的侮辱」不過這些負面的評論並沒有維持多久，且這部電影在首次發行時所面臨的財政損失卻在其之後的數次重新發行中獲得了以倍數成長的收入。
直到現今，這部電影則是被視為一個經典的作品。影評米克·馬丁(Mick Martin)以及馬莎·波特形容這部電影是「……華特迪士尼至今最高的成就。」2008年6月，美國電影學會在訪問了約1500位相關人員後，發表了一個「10 Top 10」列表，它是從10項美國傳統電影風格中各取出10個最佳電影的統計。《小鹿斑比》則在「動畫電影」類別中得到了第三名。。2022年8月，《IndieWire》列出40部最佳悲傷電影名冊裡，本片榜上有名。

## 後續發展

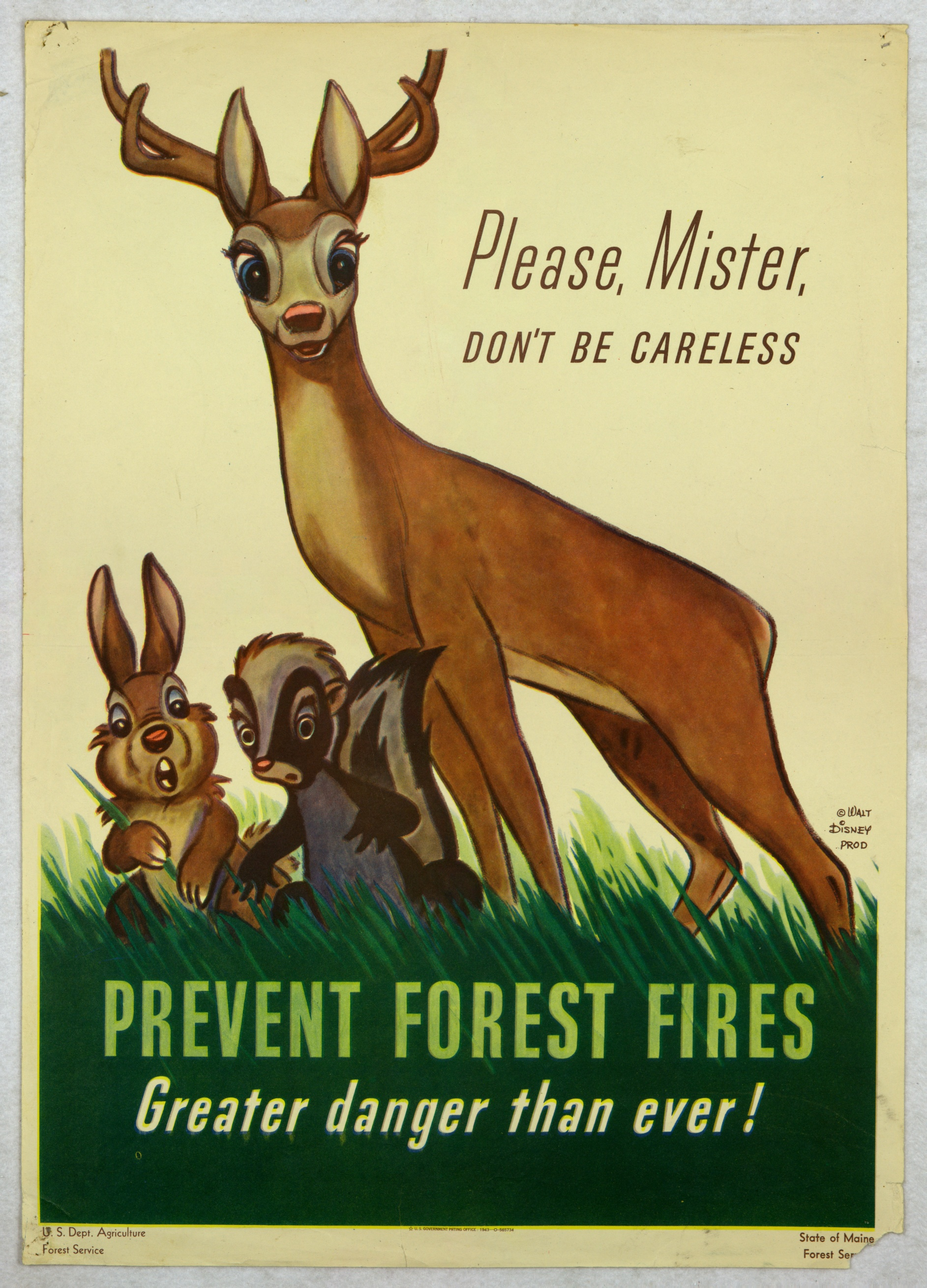
1943年迪士尼公司授权美国农业部的森林防灾海报

之後，這部電影中的反派角色「人類」曾在2003年被列入美國電影學會百年百大系列「百年百大英雄與反派」(AFI百年百大英雄與反派)中的第二十名。
之前的披頭四樂團成員保羅·麥卡尼也曾因為這部電影的劇情中斑比的母親被人類射殺一事而對動物權利感到了興趣，成為了所謂斑比效應的一個典型範例。
在這部電影發行不久之後，華特迪士尼就同意將其中的角色圖像讓給當時美国林务局防止森林火灾的部門作為標誌使用。不過，斑比只借給了政府一年，使得該組織需要一個新的標誌，因而促成了斯莫基熊(Smokey Bear)的出現。斑比和牠的母親後來曾在1955年時唐老鴨搞笑卡通「禁止打獵」(No Hunting)一集中以跑龍套的角色出現－－鹿群們正在河邊喝水，卻被突然順著河漂流而下的啤酒罐和其它廢棄物嚇到了，斑比的媽媽於是就告訴斑比：「人類進入森林了，我們趕緊離開吧。」
和美國林務局有合作關係的廣告委員會(Ad Council)發行了一系列的廣告，主要用來宣傳森林火災的防治。廣告中有时會播放一段《小鹿斑比》或《小鹿斑比2》的電影片段後進入黑屏，並出現「別讓我們的森林……成為故事中『從前』的片段。」("Don't let our forests...become once upon a time.")的字樣，而在結束時播放斑比和牠媽媽的對話：「媽媽，我們今天要做些什麼呢？」("Mother, what we gonna do today?")。最後，斯莫基熊的標誌會出現在螢幕上，說：「只有你能防止森林火災。」("Only you can prevent wildfires.")這些廣告曾經在許多不同的電視頻道上播出，同時廣告委員會也將這些廣告上傳至了Youtube。

## 續集
後續發行的《小鹿斑比2》是《小鹿斑比》的「鏡框式續集」，也就是其故事內容發展的時間在「原電影的片頭之後、片尾之前」。其劇情大致上敘述森林之王如何在斑比的母親死後將失恃的斑比撫養長大，以及斑比對於牠父親對自己的信任感產生懷疑。其主要的發行日期為2006年2月7日：在美國、日本、加拿大、中國等地區，這部電影是以錄影帶首映的方式發行的，並沒有經過電影院的上映。但是，在某些地區，包括了英國、法國、奧地利、墨西哥、多明尼加、巴西、澳洲以及其它部分的歐洲國家，這部電影則是以電影院首映的方式發行的。
這部電影打破了「兩部於同一系列中的電影相隔之製作時間」的世界紀錄，它和第一集《小鹿斑比》的製作時間相隔了長達64年之久。

## 外部連結
- 互联网电影数据库（IMDb）上《小鹿斑比》的资料（英文）
- AllMovie上《小鹿斑比》的资料（英文）
- 豆瓣电影上《小鹿斑比》的資料 （简体中文）
- 爛番茄上《Bambi》的資料（英文）
- Box Office Mojo上《小鹿斑比》的資料（英文）